# 吴景濂
吴景濂（1873年—1944年），字莲伯、濂伯，号述唐，别号晦庐，晚年署抱冰老人，辽宁宁远（今兴城）人，民国初年四次出任国会议长。

## 生平

### 早年
吴家祖籍山东蓬莱，清代中叶其先祖迁入宁远州。相传其祖上就是大名鼎鼎的吴三桂，三藩反正事败后，吴氏一族被迁往宁远，投于下五旗，充作站丁（驿丞之类贱职）。1873年（同治十二年）3月8日，吴景濂出生于宁远城。吴家世代业农兼经商，是远近闻名的富户，家道殷实。
吴景濂自幼聪慧好学，专心于科举，21岁补博士弟子員，1897年考取副贡，因为学识出众，在家乡兴城有一定地位。甲午战争后，吴景濂开始探讨时务，他支持维新派救国图强的主张，在兴城设学馆授徒，研究新学，培养了许多学生。
1900年，八国联军攻占北京，俄羅斯帝國侵略者乘机占领东北，勾结土匪扰乱地方治安。吴景濂为维持地方治安，在官府和地方士绅支持下办起团练。
1902年入京师大学堂师范馆，1907年留学日本，翌年归国。被奉天省提学使张鹤器重，被聘为奉天两级师范学堂监督。创立奉天教育总会，担任会长。1908年，日本强行修建安奉铁路，全国舆论哗然。吴景濂挺身而出，在教育界集会上痛言日本之野心，还发动学生抵制日货。
1909年春，清政府为缓和阶级矛盾，在政体上实行 “预备仿行立宪”，各省设立咨议局。奉天咨议局（议会）成立时，吴景濂被选举为议长，从此走上政坛。

### 辛亥革命时期
1911年10月武昌起义，吴联合奉天各界，力谋响应。奉天革命党人策划独立，推举新军第二混成协协统蓝天蔚为都督（军事长官）、吴景濂为民政长（省长），但由于东三省总督赵尔巽的实力过强，加上张作霖等清军实力派的干扰，这次设想中的举义没有成功，吴景濂也没有实际就职。但吴景濂已成为清军注意的对象，加上当时南方酝酿成立中华民国临时政府并选举大总统，有人捎消息给吴景濂，请吴景濂参加选举。11月中旬，吴景濂化妆离开沈阳，经大连赴上海，与来自十几个省的代表聚集。12月14日，吴景濂与各省代表到达南京，作为东三省的唯一代表，吴景濂积极地与其他代表酝酿临时大总统候选人及选举事宜，于同月29日作为17名来自各省的代表之一选举孙中山为中华民国临时大总统。
1912年1月28日，中国历史上第一个具有国会性质的立法机关——中华民国临时参议院在南京正式成立，吴景濂作为奉天省代表成为42名议员之一，由于吉林、黑龙江当时没有产生议员，吴景濂也是东北地区首位国会议员。由于南京临时政府与袁世凯妥协，临时参议院于同年4月底迁往北京。这时，清帝已经退位，全国在形式上趋于统一，临时参议院的规模也有所扩大，各省在短时间内重新选举了议员。在4月29日北京临时参议院成立时，议员扩大至113人，代表当时全国22个省和蒙古、青海两个少数民族区域。5月1日，在重新选举临时参议院议长时，吴景濂脱颖而出，而同盟会内定的议长候选人张耀曾以一票之差落选。吴景濂之所以能出人意料的当选为议长，主要原因是：其一，吴景濂不是同盟会会员，也不是立宪派官员，而当时北京政权中这两派争夺得热火朝天，吴景濂两面都不得罪，用当时《申报》所评述之语来说“于新、旧感情均洽”；其二，吴景濂在议员中资历颇深，他是清末第一批省咨议局议长之一，且手段圆滑。民国成立后，参与组建统一共和党的同时，又是民社、统一党、共和建设讨论会等政党的发起人或成员，具有多重身份，因此很难具体将其界定为哪党哪派。
1912年8月，同盟会与统一共和党等5个政党协商联合组成“国民党”，吴景濂作为统一共和党的代表成为国民党的创始人之一，在国民党成立大会上，吴景濂当选国民党九大理事之一，任国民党北京支部部长。

### 中华民国第一届国会
吴景濂参与国民党组建，壮大了与袁世凯抗衡的势力，令袁十分气愤，于是在1913年4月中华民国第一届国会正式成立时，袁世凯及其同党对吴景濂采取不支持态度，在选举众议院议长时，吴景濂与立宪派官员、民主党代表汤化龙展开了激烈争夺，第一轮投票，汤领先吴四票，但汤化龙选票未及半数，依选举规则重新投票，第二轮汤仍领先，但因国民党议员的反对，汤仍未过半数，只好休会一天等待最后选举。4月30日，在第三轮投票中，汤化龙最终胜出。吴为国会众议院议员。
1913年10月，袁世凯拉拢和胁迫国会议员选举自己为正式的大总统。11月4日，袁世凯下令驱逐国会中的国民党议员，其中包括时任国民党北京市党部负责人的吴景濂，并下令军警将他软禁在党部内三天。1914年年底，袁世凯准备称帝，以重金和高官收买拉拢吴景濂，被拒绝。吴景濂离京经天津南下，参加反袁护国运动。离京时吴景濂发表《劝告袁前总统去国书》：“……公早去一日，国与民早救一日，公晚去一日，国与民晚救一日，时间消息、空间系焉，国于是待命，民于是待命……”
1916年6月，吴景濂在袁世凯過世后回到北京。新任大总统黎元洪筹备恢复国会，吴景濂感到自己有东山再起之机。8月1日，国会正式复会。1917年5月31日众议院议长汤化龙辞职，吴景濂接替。

### 护法
1917年6月，张勋复辟强迫黎元洪解散国会，张勋复辟仅仅十二天就夭折了，段祺瑞以再造共和的功臣自居，拒不执行《中华民国临时约法》和恢复国会，引发了孙中山等人在南方发起护法运动，吴景濂与部分议员南下广州响应 号召，在广州出席国会非常会议。8月25日，吴景濂就任国会非常会议众议院议长。9月1日，非常国会第四次会议举行大元帅选举会，孙中山以84票当选为大元帅。次日下午，吴景濂议长及国会议员数十人，乘舰至黄埔岛，举行大元帅授印仪式。吴景濂亲致大元帅颂词：“民国不造，黎、张倡逆。国会解散，大法扫地，以后清廷复辟之变，段祺瑞与张勋，同恶相倾，迭为起灭。屠清斯覆，而大总统亦被废斥。景濂等依准法国前例，开非常会议于广州。金谓大盗移国，非武力不能熔治，西南各省与海军第一舰队，兵力雄厚，士心效顺。而部曲散漫，未有统帅，殊不足以取齐一之效。决议置海陆军大元帅一人。前临时大总统孙先生文，手创民国，内外瞻仰，允当斯任，即日赍致证书，登坛授受。悃忱未尽，复申是言。所愿我大元帅总辑师干，歼灭群丑，使民国危而复安，约法废而复续，不胜郑重期望之至。”
在护法运动中，吴景濂与孙中山的关系经历了一个由合到分的过程。吴景濂率领国会议员响应护法，给孙中山以很大的支持。然而二人在军政府改组问题上的意见不同，为桂系军阀控制军政府提供了便利。最后关于是否应由非常国会选举总统，吴景濂与孙中山发生了严重的政见分歧，最终导致了合作关系的破裂，这严重影响了护法政局。1918年5月，组织国会非常会议通过“改组案”，由七总裁替代大元帅，排挤孙中山的领导。同月孙中山离开广州去上海。非常国会由于西南军阀的干扰；1920年夏起，先后迁至昆明、重庆。1920年11月，孙中山回到广州，重组军政府和非常国会，孙吴已经不能合作。吴景濂离广州迁上海，并在奉天（奉系）、保定（直系）一带游说，力图在北京恢复民元国会。得知直系控制的北京政权有恢复国会的意图，吴于1921年回到北京，彻底投靠直系军阀。

### 法统重光与曹锟贿选

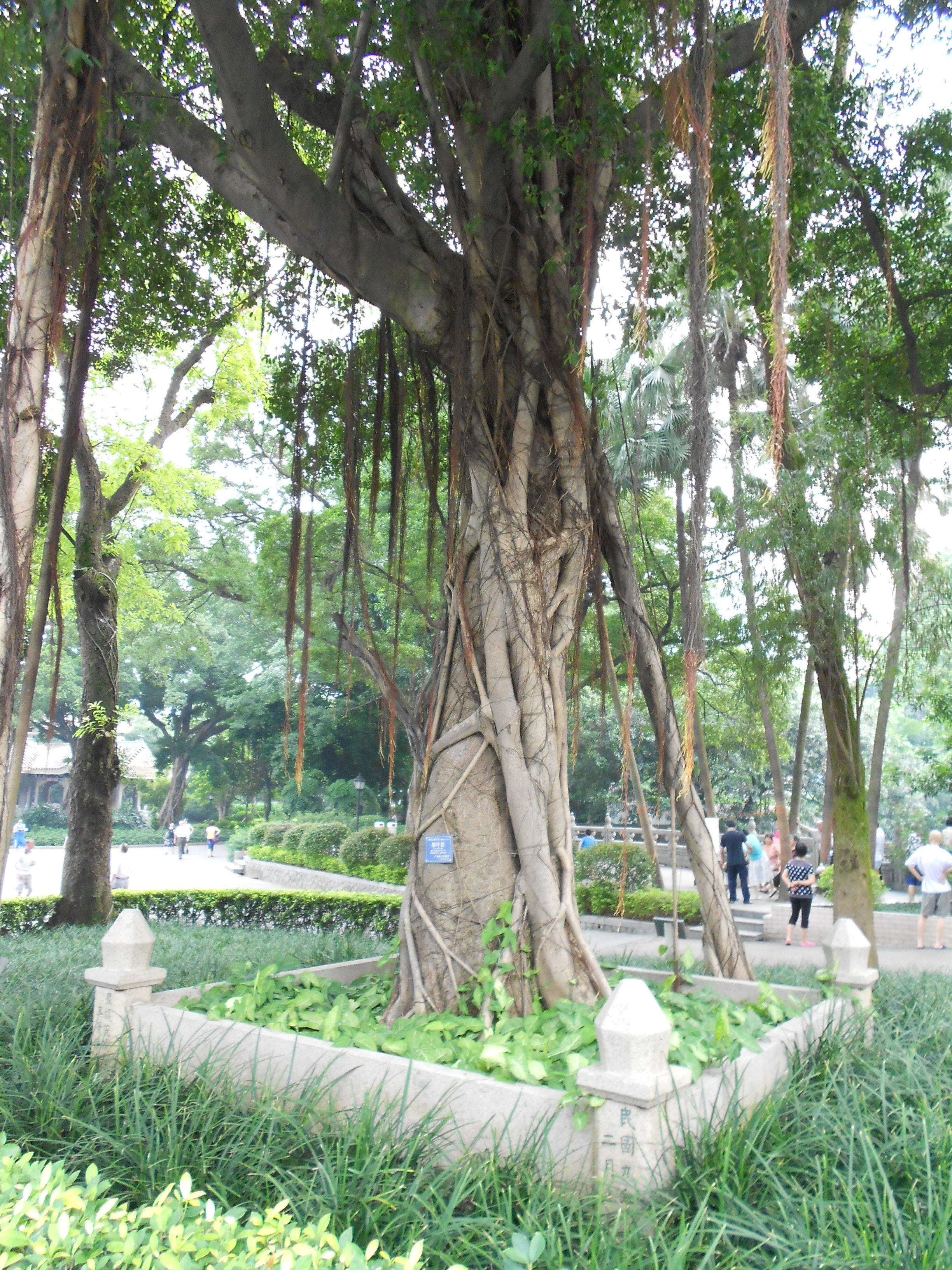
位於廣州黃花崗的吳景濂手植樹。

1922年5月，与直系曹锟、吴佩孚策划恢复法统，恢复民元国会。第一次直奉战争后，直系军人以拥护第一届国会与临时约法为标榜，号召南北实现统一。此时国内形势呈现“一边倒”的局面：奉系战败后退回东三省，无力再战；西南护法政府业已解体，孙中山在陈炯明发动广州政变后避居上海；宣布“联省自治”的湖南等省也通电支持恢复“法统”。直系控制了国内大部分地区，一跃成为实力最强的军政集团。在曹锟、吴佩孚等直系首领的支持下，历经磨难的第一届国会终于再次复会。6月1日，吴和王家襄在天津召集旧国会议员203人发表宣言，否认民国六年六月十二日北京政府解散国会的命令，指出徐世昌是非法总统，自本日起，国会完全行使职权，西南各省因护法而成立之一切特别组织，均应取消。6月2日，徐世昌辞职。当天吴和王家襄到寓居天津的黎元洪家，邀请黎复出。6月12日，旧国会迁北京。8月1日正式复会，吴复任众议院议长。这是吴景濂第四次也是最后一次担任国会议长。
1922年11月，经曹锟亲信王承斌（吴的兴城同乡）、边守靖等串通，吴私用众议院名义向黎元洪密告財政總長罗文干訂立《奧國借款展期合同》时納賄，导致罗被捕。推翻了由吴佩孚支持的王宠惠内阁。
吴景濂1923年9月至10月，吴因此支持曹锟竞选，但曹锟涉嫌贿赂作弊，以吴景濂为首的国会被称为“猪仔国会”，威信一落千丈。曹锟当选总统后，欲提名吴组阁，但是洛阳派反对，洛方主顏惠庆。后公举孙宝琦內閣折中。吴失意。10月，颁布中国第一部正式宪法《中华民国宪法》。当年12月，吴景濂在众议院会议上与自己的反对派发生争执，被对方蛮横的用墨盒砸伤，只好灰溜溜离开北京，到天津寓居，从此离开政界。
1924年1月1日，曹锟颁布众议员改选令，吴无法重获议席。

### 退出政界
1924年10月第二次直奉战争直军战败，张作霖进驻北京，吴景濂曾三次潜回北京，想通过表弟王承斌的关系投靠奉系。不料张作霖对王、吴采取不理睬的态度，王承斌的起家部队第二十三师也在天津附近被李景林部奉军缴械，王承斌也被迫下野，吴景濂一时打消了复出的念头，11月底，段祺瑞就任临时执政后，要以贿选罪通缉吴景濂，吴景濂只好无奈出洋到日本观望时局。不久又从日本长崎潜回上海，经汉口到保定，试探吴佩孚动静，见吴部下也在反对国会，大为失望，只好又回到天津法租界隐居。
1931年九一八事變后，多次拒绝日本特务头子土肥原贤二请他回东北主持政务。1936年，吴景濂在天津与中共中央特科负责人陈赓等人会面，表明了自己的立场。1937年平津沦陷后，日本又请吴主持华北政务，也遭到了吴的拒绝。1944年1月24日，病逝于天津，终年72岁。1955年迁葬于北京西郊八大处福田公墓。

## 评介
- 东方饭店闹事案，1923年3月10日，时任众议院议长的吴景濂与另一名议员及随从住进北京东方饭店，晚上打麻将。吴要求东方饭店为陪同小姐垫付50大洋赏钱，遭到婉拒。之后吴指使随从殴打茶房、砸毁陈设、并扬言查封饭店，拂袖而去。事发后，北京和上海各大报相继发表文章，报道真相。东方饭店经理邱润初在股东会的支持下，坚决要求赔偿。60多名国会议员也联名提出抗议。在强大压力下，吴景濂终于道歉赔偿。

## 子女
吴景濂有二子四女，其中次子吴权战后曾在海牙国际法庭任法官，是该法庭为数不多的华裔法官之一。长女吴孟班、次女吴仲班、三女吴叔班、四女吴季班都是大家闺秀，受到过良好的教育。其中吴孟班为法国巴黎大学文科、社会经济学博士，吴叔班为美国斯坦福大学教育学硕士、俄亥俄大学教育博士，回国后致力于实业，曾在兴城韩家沟拥有颇有规模的果树农场。吴叔班于1947年当选为國民大會代表，中華人民共和國成立后曾任国务院参事、全国政协文史委员会文史专员，曾撰写并整理了有关吴景濂的文章多篇。

## 其他
在广州黄花岗七十二烈士墓旁，至今仍生长着一棵俊俏挺拔的细叶榕树，旁边的石质围栏上镌刻着：“众议院议长吴景濂手植”，据考证，这是吴景濂在1920年春在担任护法国会议长时为缅怀辛亥革命先烈而亲手栽植的。

## 扩展阅读
- 严泉. . 学术中华网. （原始内容存档于2010-12-28）.
- 天津历史博物馆.  1－8. 天津古籍出版社. 1996.
- 吴叔班（记录）; 张树勇（整理）. 中国社会科学院近代史研究所近代史资料编辑组 , 编. . 近代史资料. 106、107. 中国社会科学出版社. 2003.
- 管美蓉. . 国史馆. 1995.
- 张淑娟. . 北京: 中国政法大学出版社. 2013. ISBN 978-7-5620-4957-9.